# Anpara
Anpara is een census town in het district Sonbhadra van de Indiase staat Uttar Pradesh. De plaats ligt nabij de Rihanddam en het Govind Ballabh Pant Sagar, een van de grootste stuwmeren van India.

## Demografie
Volgens de Indiase volkstelling van 2001 wonen er 22.385 mensen in Anpara, waarvan 55% mannelijk en 45% vrouwelijk is. De plaats heeft een alfabetiseringsgraad van 71%.